# Ходова рубка
Ходова рубка е специално помещение, в корабна рубка или в надстройка на кораб, в което се осъществява управлението на кораба, при неговото движение. Оборудоването на ходовата рубка се състои от прибори и устройства необходими за управлението на корабния рул, енергитическите установки, контрола на скоростта, курса, изминатото разстояние и дълбочината под кила, връзка с командния пункт и бойните постове на кораба, наблюдение на обстановката с помощта на радиолокационни и хидроакустически средства и използване на корабното оръжие.
Обикновено ходовата рубка има илюминатори за визуален обзор, а също така и връзка с ходовия мостик, който обикновено е разположен на покрива ѝ.